# 劳改研究基金会
劳改研究基金会（英語：Laogai Research Foundation），原名劳改基金会，是位于美国首都华盛顿特区的一家非营利组织，从事对中华人民共和国人权问题特别是劳改现象的学术研究和人道援助。

## 历史
1992年，由曾在中国被劳改19年的美籍人权活动人士吴弘达创立劳改基金会，宗旨是“致力于揭露劳改系统和中国大陆法律体制的残酷以及各种侵犯人权的暴行”。
自2008年以来，劳改基金会的主要资金来源是雅虎公司的人权基金。雅虎公司于2007年因向中国公安部门提供异议人士的敏感信息，导致7名异议人士入狱，遭被迫害人士家属诉讼。雅虎公司之后与异议人士家属达成庭外和解，并承诺提供1730万美元以帮助其他遭到中国政府迫害的持不同政见人士。
2016年，吴宏达去世。2017年，一些中国政治活动人士将雅虎告上联邦法院，称该公司未能对该基金会做出适当监管。诉状显示，资金被吴弘达用于在华盛顿特区杜邦圈社区购买了一座价值250万美元的联排别墅，为自己涨薪6万美元等等，而只有70万美元被分配给了遭到迫害的中国异见者或其家属。
2018年，重组为劳改研究基金会。劳改基金会在2008年起设有实体劳改博物馆，2020年转设网络劳改博物馆。